# 에스라 스타일즈

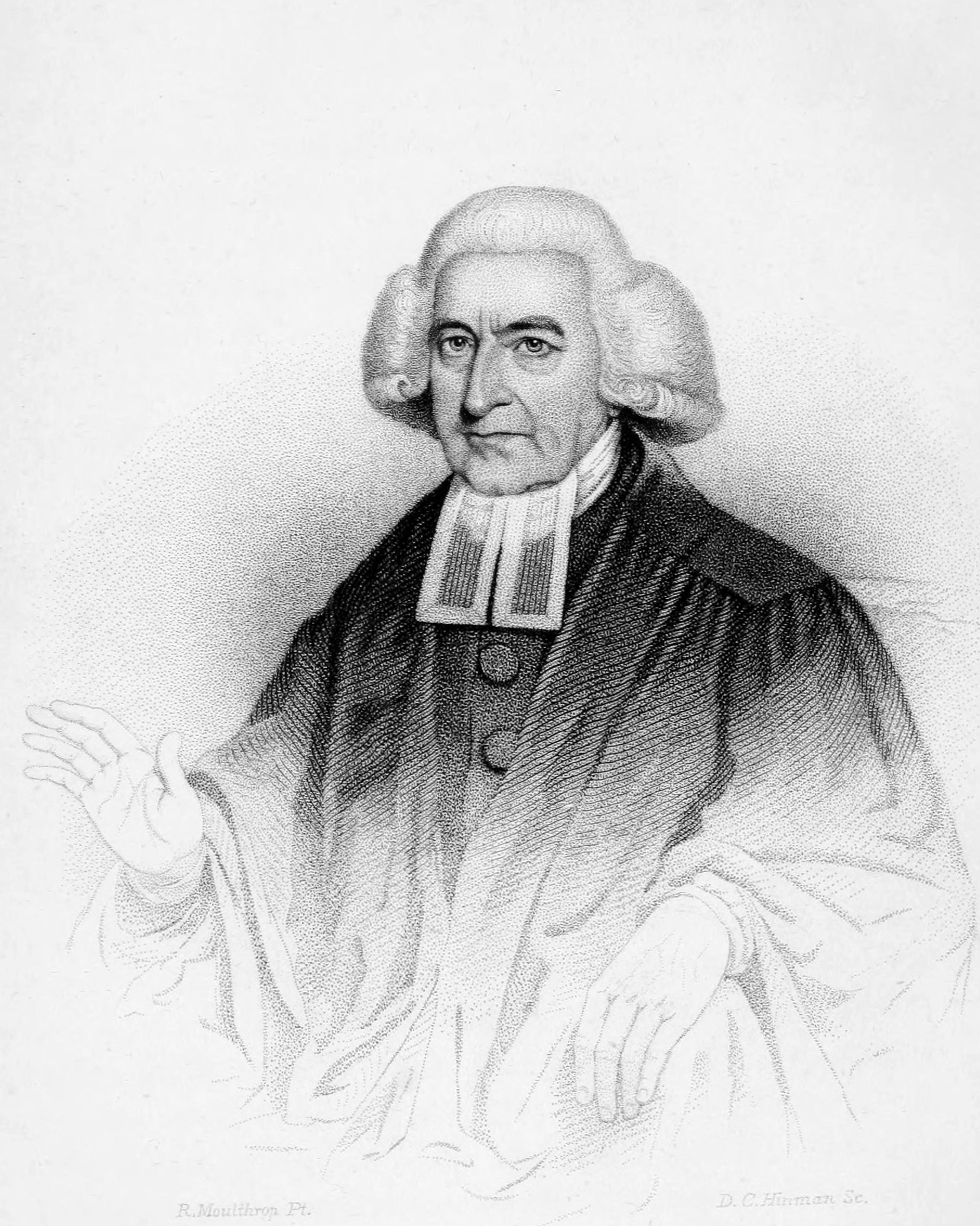
에스라 스타일즈

에스라 스타일즈(영어: Ezra Stiles; 1727-1795) 회중교회 목회자이며, 예일 대학교의 7번째 총장을 지냈다. 브라운 대학교의 설립자중 한 명이다. 히브리어에 관심이 많아 그의 졸업장에도 히브리어가 적혀있다.
1777년 - 1795년 예일 대학교의 총장을 지냈다. 뉴잉글랜드의 칼빈주의자들 중에 가장 계몽주의에 길들여져 있었다. 그의 관심사는 여러 종교 특히, 힌두교의 경전과 이슬람의 경전에서 유대교의 모세5경등을 비교하기를 즐겼다. 벤저민 프랭클린과 조지 워싱턴을 존경하였고, 토머스 제퍼슨과는 서신왕래하였다. 그 당시 예일대학교는 이신론자와 불경건이 판을 치고 있었다. 학생들은 존 로크의 작품을 읽도록 하였고, 몽테스키외도 도서 목록에 추가되었다. 어떤 학생들은 장자크 루소의 작품뿐만 아니라 볼테르도 읽도록 하였다. 그의 일기에는 그가 그 당시에 진보적인 질문들을 한 것이 기록되어 있다.
1. ↑  “Ezra Stiles” (영어). 2019년 12월 25일.
2. ↑  May, Henry F. (Henry Farnham), 1915-2012. (1976). 《The Enlightenment in America》. New York: Oxford University Press. 186쪽. ISBN 0-19-502018-9.